# Fleute (Wuppertal)
Das Wuppertaler Wohnquartier Fleute ist eines von neun Quartieren im Stadtteil Langerfeld des Stadtbezirks Langerfeld-Beyenburg.

## Geographie
Das 1,14 km² große Wohnquartier wird im Norden von der Bahnstrecke Elberfeld–Dortmund, im Osten von der Stadtgrenze zu Schwelm und im Süden von der Schwelmer Straße begrenzt. Im Westen schließt sich das Langerfelder Zentrum an. Die Bundesautobahn 1 überspannt das Wohnquartier in Nord-Süd-Richtung auf zwei Brücken, der Talbrücke Langerfeld und der Schwelmetalbrücke. An der Kreuzung der Bundesstraße 7 mit der A 1 befindet sich die Anschlussstelle Wuppertal-Langerfeld. Die Straße In der Fleute durchquert das Wohnquartier in Ost-West-Richtung.
Das vollständige bebaute Wohnquartier besitzt nur zu einem geringen Teil eine Wohnbebauung. Der größte Teil der Fläche wird von dem Gewerbegebiet Langerfeld eingenommen, das auf der Fläche des ehemaligen Flugplatzes Langerfeld angelegt wurde.

## Geschichte
In Langerfeld wurden schon im 17. Jahrhundert von Frauen und Kindern Schnürriemen auf Kissen geklöppelt. Etwa um 1750 gelang die maschinelle Herstellung von Schnürriemen. Nach der Überlieferung soll die erste Flechtmaschine, die hier Riemengang genannt wurde, in Langerfeld in der Fleute erfunden worden sein.
Der Flugplatz Langerfeld, der östlich der Dieselstraße gelegen war, wurde von 1926 bis kurz nach dem Zweiten Weltkrieg betrieben und ist mit dem Flugpionier Gottlob Espenlaub verbunden.

## Kunst und Kultur
- Die ehemalige Bandfabrik Kettler wurde Ende der 1990er Jahre zu dem multifunktionalen Kulturzentrum Bandfabrik umgebaut. Dort ist das Projekt „Kultur am Rand“ zu Hause.

## Unternehmen
- Das Einkaufsbüro Deutscher Eisenhändler (E/D/E), ein Unternehmen mit vier Milliarden Euro Umsatz, hat hier seinen Verwaltungssitz in einem Hochhaus.
- real
- Fahnen Herold
- papyrus Zeitungsantiquariat (geschenkzeitung.de)